# Trypsinogen
Trypsinogen  [Trypsin + -Gen.] ist die abgesonderte (sezernierte) Vorstufe (Proenzym) des Pankreas-Enzyms Trypsin. Es wird genauso wie Chymotrypsinogen, Proelastase und andere Enzyme in inaktiver Form sezerniert.

## Bedeutung
Das inaktive Proenzym Trypsinogen ist die Vorstufe des eiweißspaltenden Verdauungsenzyms Trypsin.
Trypsinogen wird im Pankreas sezerniert und im Zwölffingerdarm durch eine membrangebundene Enteropeptidase aktiviert.
Dies geschieht durch proteolytische Spaltung, indem die Enteropeptidase das Hexapeptid (Val-Asp-Asp-Asp-Asp-Lys) von der inaktiven Enzymvorstufe Trypsinogen abspaltet.
Das eiweißspaltende Enzym Trypsin ist nun seinerseits an Verdauungsvorgängen beteiligt, indem es selbst die proteolytische Spaltung von Trypsinogen in Trypsin katalysiert, sowie für die proteolytischen Spaltungen von Chymotrypsin und Procarboxypeptidase verantwortlich ist.

## Erkrankungen
Mutationen des kationischen Trypsinogens werden bei Patienten mit chronischer nicht alkoholischer Pankreatitis gefunden, wobei eine eindeutige autosomal dominante Vererbung nicht dokumentiert werden konnte.
Weitere Punktmutationen, die beim Screening von Angehörigen von Indexpatienten gefunden werden konnten, sind L104P, R116C und C139F. 
Allerdings sollte die Bedeutung dieser Trypsinogen-Mutanten nicht überschätzt werden, da bei 69,4 Prozent der Indexpatienten von Familien mit hereditärer Pankreatitis keine Mutation nachgewiesen werden konnte. Nach wie vor ist eine sorgfältige klinische Untersuchung und eine Erhebung der Familienanamnese bei entsprechendem Verdacht angezeigt und nicht die Suche nach genetischen Varianten.